# 海軍特別年少兵
『海軍特別年少兵』（かいぐんとくべつねんしょうへい）は、1972年8月12日に公開された日本映画。製作は東宝映画。上映時間は127分。東宝創立40周年記念作品。「東宝8.15シリーズ」最後の作品（第6作）である。
従来の作品のような豪華俳優陣の出演や特撮による戦闘描写などは廃され、リアリズムに基づいた反戦作品となっている。

## あらすじ
昭和18年6月、神奈川県三浦郡武山村にある横須賀第二海兵団（のち武山海兵団）にまだ分別のつかない14歳の少年達が入隊してきた。特年兵である。彼らは皆純粋で母子家庭、孤児の姉弟、小作人である両親への仕送り、「一族皆、戦争のたび戦死した名誉にあやかれ」と寺の住職に説得された者と様々な理由で入隊してきた。当初は一人前の軍人にする事しか頭に無かった指導役の工藤上等兵曹も、事情を知りいつしか彼らの兄代わりとして厳しくかつ暖かく見守る。しかしある事故をきっかけに最前線に送ってもらうよう転任を願い出る。訓育を修了した特年兵と工藤の配属は共に硫黄島守備隊であった。敗北が決定的な状況で突撃を止めるように説得する工藤らを振りきり、目の前で特年兵4人は敵陣に突入する。

## スタッフ
- 製作：望月利雄、内山義重
- 監督：今井正
- 脚本：鈴木尚之
- 撮影：岡崎宏三
- 美術：村木与四郎
- 録音：林穎四郎
- 照明：羽田昭三
- 編集：黒岩義民
- 助監督：河崎義祐
- 製作担当者：橋本利明
- 音楽：佐藤勝
- 協力：海軍特年会

## 出演者
- 第一教班長・工藤上等兵曹：地井武男
- 先任教官・吉永中尉：佐々木勝彦
- 江波洋一：佐山泰三
- 橋本治：関口昌治
- 宮本平太：福崎和宏
- 栗本武：高塚徹
- 林拓二：中村まなぶ
- 橋本ぎん：小川真由美
- 江波史子：山岡久乃
- 林弥吉：加藤武
- 林八重：荒木道子
- 江波貞雄：内藤武敏
- 他吉：大滝秀治
- すず：佐々木すみ江
- 宮本吾市：三國連太郎
- 栗本昌子：奈良岡朋子
- 教官・山中中尉：森下哲夫
- 第12分隊長・原大尉：近藤宏
- 教官・国枝少尉：辻萬長
- 憲兵・小川軍曹：蔵一彦
- 分隊士：遠藤征慈
- 教班長：高橋義治
- 老和尚：加藤嘉
- 食堂のおかみ：加藤土代子
- 兵事係：沢村いき雄
- ナレーター：鈴木瑞穂

## 同時上映
『湯けむり110番 いるかの大将』
- 原作：阿川弘之（『いるかの大将』より）／脚本：松木ひろし、葉村彰子／監督：井上和男／主演：森繁久彌／東京映画作品

## 備考・関連項目
- 第46回キネマ旬報ベスト・テン第7位
- 予備士官
- 志願兵
- 海軍砲術学校
- 娼妓
- 銃剣道
- 海ゆかば
- 辻堂海岸